# Пскемский хребет

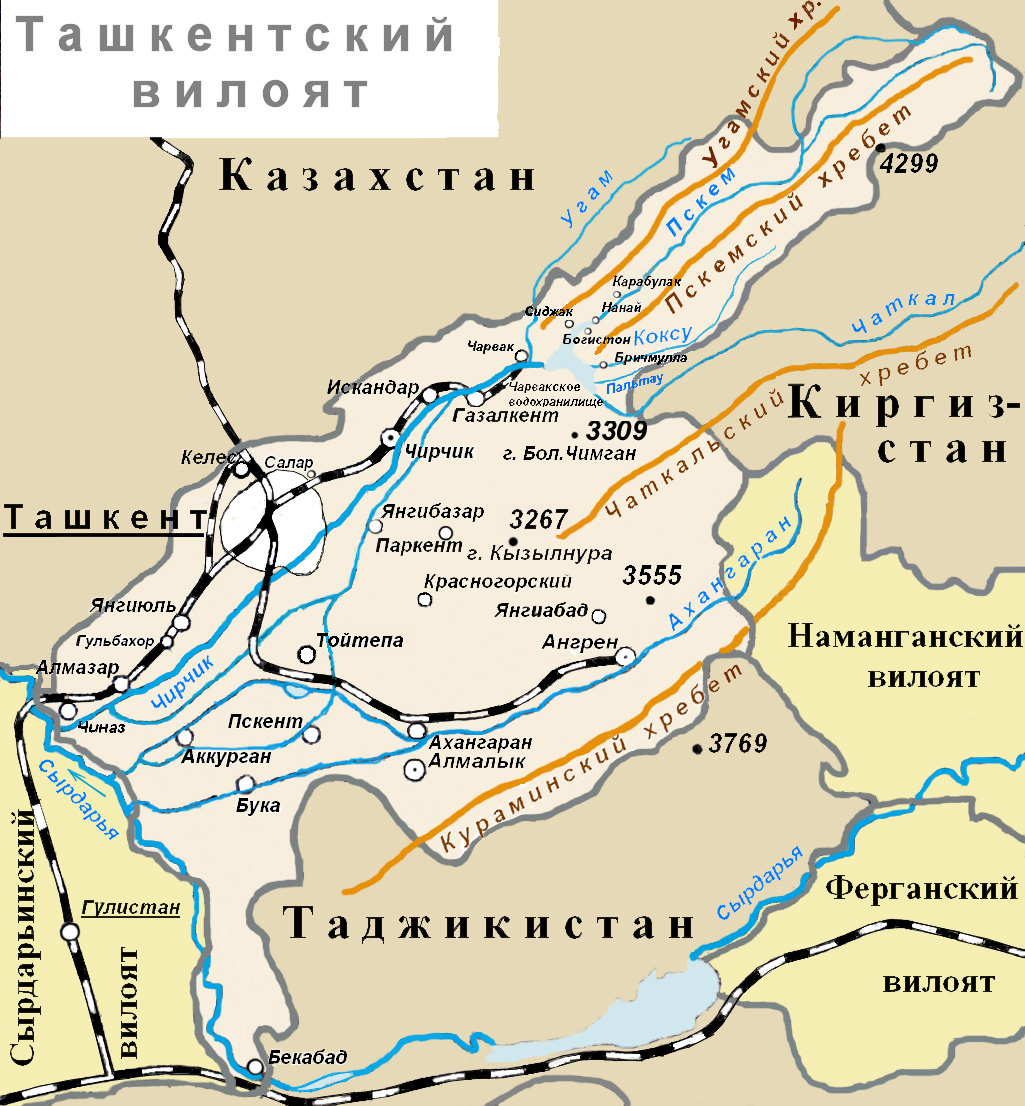
Пскемский хребет на орографической карте Ташкентского вилоята

Пске́мский хребет (узб. Piskom tizmasi,кирг. Пскем кырка тоосу) — горный хребет в Западном Тянь-Шане на территории Узбекистана (Ташкентский вилоят) и Кыргызстана, отрог Таласского Ала-Тоо. Сложен известняками, сланцами и гранитами. Протянут с северо-востока на юго-запад, имеет длину около 160 км, наибольшая высота — 4299 метров (гора Бештор), средняя высота — 3200 метров.

## Описание
На склонах хребта произрастают хвойно-широколиственные леса, имеются арчовые редколесья и альпийские луга. Вдоль реки Пскем имеются заросли тополей и кустарники.
Ограничивает с юго-востока долину реки Пскем и является водоразделом реки Пскем c одной стороны и рек Коксу, Сандалаш и Чаткал — с другой. Высота понижается на юго-запад. Основные вершины Бештор — 4299 м (высшая точка хребта), Актюяульген — 4224 м, Тавалган — 3888 м, Пиазак — 3718 м.

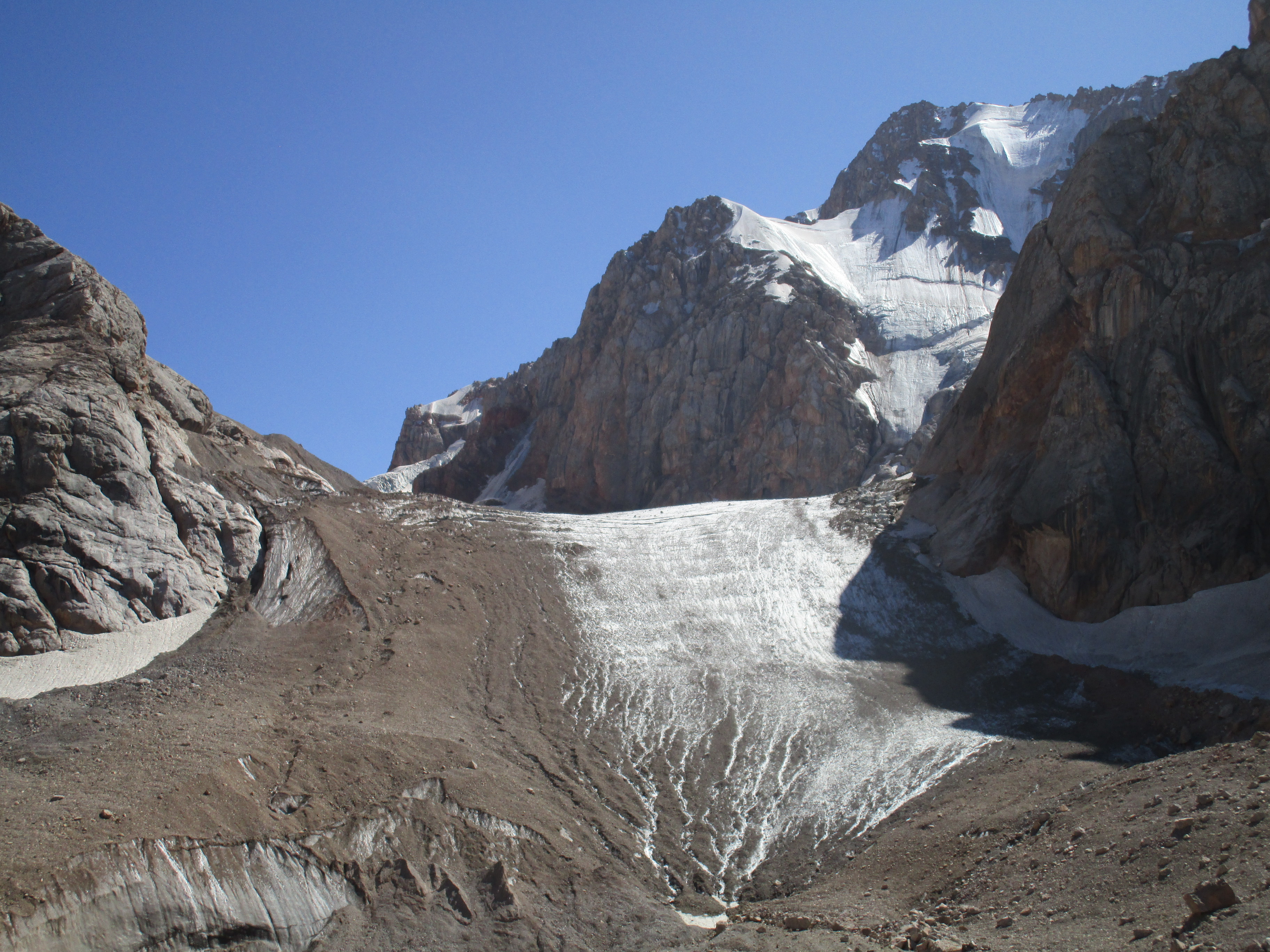
Ледник в русле Терметаш-сая, на отроге горы Бештор

В верховьях рек, в горных долинах Пскемского хребта имеются ледники.